# Eutimesius
Eutimesius – rodzaj kosarzy z podrzędu Laniatores i rodziny Stygnidae. Gatunkiem typowym jest Eutimesius simoni.

## Występowanie
Przedstawiciele tego rodzaju występują w północno-zachodniej części Ameryki Południowej.

## Systematyka
Opisano dotąd 4 gatunki należące do tego rodzaju:
- Eutimesius albicinctus (Roewer, 1915)
- Eutimesius ephippiatus (Roewer, 1915)
- Eutimesius ornatus (Roewer, 1943)
- Eutimesius simoni Roewer, 1913